# Alexeï Batalov
Pour les articles homonymes, voir Batalov.
 (juin 2017).
Si vous disposez d'ouvrages ou d'articles de référence ou si vous connaissez des sites web de qualité traitant du thème abordé ici, merci de compléter l'article en donnant les références utiles à sa vérifiabilité et en les liant à la section « Notes et références ».
Alexeï Vladimirovitch Batalov (en russe : Алексей Владимирович Баталов), né le 20 novembre 1928 à Vladimir et mort le 15 juin 2017 à Moscou, est un acteur soviétique et russe, célèbre pour avoir tourné de nombreux films en Union soviétique, puis en Russie. Il travailla aussi au doublage des films et dessins animés.

## Biographie
Sa mère est l'actrice Nina Olchevskaïa (ru) et son père le comédien Vladimir Batalov. Lors de la Seconde Guerre mondiale, la famille est évacuée à Bougoulma (Tatarstan) où la mère d'Alexeï fonde sa propre troupe. Alexeï joue pour la première fois sur scène en 1944 lors d'une des représentations de ce théâtre. Son début cinématographique a lieu la même année, dans le film de Leo Arnchtam Zoïa, il y fait de la figuration, mais n'apparait pas dans les titres.
Batalov suit les cours de l'école studio du Théâtre d'art de Moscou et en sort diplômé en 1950. Sa carrière commence ensuite au Théâtre académique central de l'Armée russe et les trois années où l'artiste s'y produit sont comptées pour son service militaire. En 1953-1957, il fait partie de la troupe du Théâtre d'art de Moscou avant de se consacrer pleinement au cinéma.
Il enseigne l'art dramatique à l'Institut national de la cinématographie depuis 1975 et y occupe une chaire de professeur depuis 1979.
Au Kinotavr 1997, on lui remet le prix spécial pour l'ensemble de sa carrière. Le prix Nika dans la nomination "l'Honneur et la dignité" (Честь и достоинство) récompensant l'ensemble de son œuvre lui est attribué en 2001.
Dès 2007 à 2013, il est président de l'Académie cinématografique russe Nika.
L'artiste s'est fait connaître en France dans des films comme Quand passent les cigognes (1957) ou La Dame au petit chien (1960).

### Vie privée
Sa première épouse était Irina Rotova, fille de l'artiste graphiste Konstantin Rotov (ru). Ensemble, ils ont une fille, Nadejda Batalova, et une petite fille, Ekaterina.
Sa seconde épouse (1963-2017), Guitana Leontenko, était artiste de cirque, acrobate du spectacle équestre. De cette union est née une fille, Maria, diplômée de la faculté des scénaristes de l'Institut national de la cinématographie.
L'acteur était membre de l'Association d'aide aux personnes atteintes d'Infirmité motrice cérébrale («Московская Ассоциация содействия и помощи инвалидам с детским церебральным параличом») dont sa fille Maria souffre également.

## Prix et honneurs
- Prix d'interprétation masculine et féminine pour toute la distribution au Festival de Cannes pour le film  Une grande famille
- Prix des frères Vassiliev en 1966 pour le film Neuf jours d'une année
- Prix du Komsomol en 1967, pour la promotion d'image de la jeunesse soviétique dans les films Quand passent les cigognes (1957), Mon être cher (1958), Neuf jours d'une année (1961).
- Artiste du peuple de l'URSS en 1976
- prix d'État de l'URSS en 1981 pour le film Moscou ne croit pas aux larmes
- Héros du travail socialiste en 1989
- Ordre du Mérite pour la Patrie de la IIIe classe en 1998 et de la IIe classe en 2008
- Ordre de Lénine (04.11.1967, 09.03.1989)
- Prix d'État de la fédération de Russie

## Filmographie
- 1944 : Zoïa (Зоя) : Alexeï, camarade de classe de Zoïa
- 1954 : Une grande famille (Большая семья) : Alexeï Jourbine
- 1955 : L'Affaire Roumiantsev (Дело Румянцева) : Sacha
- 1955 :  Mikhaïlo Lomonossov
- 1955 : La Mère (Мать) : Pavel Vlassov
- 1957 : Quand passent les cigognes (Летят журавли) : Boris
- 1958 : Mon être cher (Дорогой мой человек) : Vladimir
- 1960 : La Dame au petit chien d'après Tchekhov (Дама с собачкой) : Dimitri Gourov
- 1962 : Neuf jours d'une année de Mikhaïl Romm (Девять дней одного года) : Goussev
- 1963 : Jour de bonheur (День счастья) : Berezkine
- 1964 : La Lumière d'une étoile lointaine (Свет далёкой звезды) : Loukachev
- 1966 : Les Trois Gros (Три толстяка) : Tibulle
- 1966 : Dans la ville de S (В городе С) de Iossif Kheifitz d'après Tchekhov : Chergov
- 1968 : Cadavre vivant (Живой труп) d'après Léon Tolstoï : Protassov
- 1968 : Le Septième Compagnon (Седьмой спутник, Sedmoï spoutnik) d'Alekseï Guerman : commissaire
- 1970 : La Fuite (Бег) d'Alexandre Alov et Vladimir Naoumov d'après la pièce de Mikhaïl Boulgakov : Goloubkov
- 1970 : Attention, tortue ! (Внимание, черепаха!)
- 1974 : Meurtre à l'anglaise (Чисто английское убийство) : le docteur Botvinik
- 1974 : Piotr Martinovitch
- 1975 : L'Étoile du bonheur en prison (Звезда пленительного счастья) : le prince Troubetskoï
- 1979 : Rencontre tardive (Поздняя встреча) : Sergueï Gouchtchine
- 1979 : Moscou ne croit pas aux larmes (Москва слезам не верит) : Gueorgui Ivanovitch
- 1983 : Vitesse (Скорость)
- 1984 : Le Temps du repos du samedi au lundi (Время отдыха с субботы до понедельника) : Pavel
- 1986 : Un parapluie pour jeunes mariés (Зонтик для новобрачных) : Kraskov
- 1986 : Le Dossier d'un homme en Mercedes (Досье человека в «Мерседесе») : Goussev
- 1990 : Les Funérailles de Staline (ru) (Похороны Сталина) : le père de Génia
- 1991 : Poltergeist-90 (Полтергейст-90) : le savant
- 1994 : Le Rideau de fer (Железный занавес)
- 1995 : Premier amour (Первая любовь)
- 1997 : La Petite Princesse (Маленькая принцесса)
- 2007 : La Nuit de carnaval-2, ou 50 ans plus tard (Карнавальная ночь-2, или 50 лет спустя) : caméo

## Scénographie
- 1966 : Les Trois Gros
- 1989 : Voyage à Wiesbeden

## Réalisateur
- 1959 : Le Manteau (Шинель)
- 1966 : Les Trois Gros (Три толстяка) co-réalisé avec Iossif  Solomonovitch Chapiro (ru)
- 1972 : Le Joueur (Игрок)